# Madrevite

Rappresentazione schematica di una madrevite ricavata su un pezzo (1, 2) e accoppiamento vite-madrevite (3).

La madrevite è un pezzo forato e filettato atto a ricevere una vite che s'impana nel suo filetto, di solito è in metallo ma può anche essere di legno o di plastica. In sostanza è la sede in cui s'infila la vite. Si costruisce maschiando la parte interna del foro oppure filettandolo sul tornio. 
Impropriamente il termine è talvolta riferito alla filiera tonda, che è un utensile per filettare le barre cilindriche.